# 亞庫里國家公園
亞庫尼國家公園（西班牙語：Parque Nacional Yacurí）是厄瓜多爾的國家公園，位於該國東南部，分属洛哈省和薩莫拉-欽奇佩省，始建於2009年，面積431平方公里，是18種哺乳類動物和111種鳥類的棲息地。

## 外部連結
- 官方网站 （页面存档备份，存于）